# Jung Seyoung
Jung Seyoung. (en coréen 정세영), né le 21 mars 1981 à Séoul, est un joueur sud-coréen de basket-ball.

## Statistiques
| Année   | Équipe                   | Matches | Titul. | Min./m. | %tir | %3pts | %l-f | rbds/m. | pass/m. | int/m. | ctr/m. | pts/m. |
| ------- | ------------------------ | ------- | ------ | ------- | ---- | ----- | ---- | ------- | ------- | ------ | ------ | ------ |
| 2010-11 | Akita Northern Happinets | 16      | 6      | 13.3    | .478 | .000  | .667 | 2.3     | 0.3     | 0.4    | 0.1    | 1.8    |